# Volodarski
Volodarski (en rus: Володарский) és un poble (un possiólok) de l'óblast d'Astracan, a Rússia. Segons el cens del 2010 tenia 10.005 habitants.